# Innocent (manga)
Innocent (イノサン Inosan?) es un manga seinen histórico escrito e ilustrado por Shinichi Sakamoto. Fue publicado por Shūeisha en la revista Weekly Young Jump desde el 31 de enero de 2013 hasta el 16 de abril de 2015, sumando un total de 9 volúmenes. Desde 20 de mayo de 2015 hasta 8 de enero de 2020 se publicó Innocent Rouge, continuación directa de la serie, pero con un título distinto debido a que la publicación de la serie se trasladó a la revista Grand Jump, también de Shūeisha.

## Argumento
La historia está ambientada en el siglo xviii, a las puertas de la Revolución Francesa, y se centra en Charles-Henri Sanson, el ejecutor más famoso de la historia de Francia y perteneciente a la dinastía de los Sanson, que llevan cuatro generaciones siendo los ejecutores oficiales de la ciudad de París. Administró la pena de muerte en la ciudad de París durante cuarenta años, ejecutando a cerca de 3000 personas, entre ellas al propio rey. La obra retrata la nobleza e inocencia con la que se enfrenta a un duro destino, inevitablemente ligado a los eventos históricos que le rodean.

## Volúmenes

### Innocent
| Volumen | Fecha de publicación en Japón | ISBN                   |
| ------- | ----------------------------- | ---------------------- |
| 1       | 9 de junio de 2013            | ISBN 978-4-08-879565-2 |
| 2       | 19 de septiembre de 2013      | ISBN 978-4-08-879708-3 |
| 3       | 19 de diciembre de 2013       | ISBN 978-4-08-879718-2 |
| 4       | 19 de marzo de 2014           | ISBN 978-4-08-879768-7 |
| 5       | 19 de junio de 2014           | ISBN 978-4-08-879854-7 |
| 6       | 19 de septiembre de 2014      | ISBN 978-4-08-879898-1 |
| 7       | 19 de diciembre de 2014       | ISBN 978-4-08-890076-6 |
| 8       | 19 de marzo de 2015           | ISBN 978-4-08-890128-2 |
| 9       | 19 de mayo de 2015            | ISBN 978-4-08-890195-4 |

### Innocent Rouge
| Volumen | Fecha de publicación en Japón | ISBN                   |
| ------- | ----------------------------- | ---------------------- |
| 1       | 19 de octubre de 2015         | ISBN 978-4-08-890267-8 |
| 2       | 19 de mayo de 2016            | ISBN 978-4-08-890414-6 |
| 3       | 19 de julio de 2016           | ISBN 978-4-08-890503-7 |
| 4       | 19 de octubre de 2016         | ISBN 978-4-08-890535-8 |
| 5       | 15 de marzo de 2017           | ISBN 978-4-08-890620-1 |
| 6       | 17 de marzo de 2017           | ISBN 978-4-08-890736-9 |
| 7       | 19 de diciembre de 2017       | ISBN 978-4-08-890834-2 |
| 8       | 19 de junio de 2018           | ISBN 978-4-08-891032-1 |
| 9       | 19 de noviembre de 2018       | ISBN 978-4-08-891131-1 |
| 10      | 17 de mayo de 2019            | ISBN 978-4-08-891292-9 |
| 11      | 19 de noviembre de 2019       | ISBN 978-4-08-891412-1 |
| 12      | 19 de febrero de 2020         | ISBN 978-4-08-891486-2 |

## Recepción
Fue una de las Selecciones del Jurado en la División Manga de los 17.º Japan Media Arts Festival. Fue nominado para el 18.º Premio Cultural Tezuka Osamu. También estuvo nominado para el 8.º Manga Taishō.